# Wiesent (commune)
Pour les articles homonymes, voir Wiesent.
Wiesent est une commune de Bavière (Allemagne), située dans l'arrondissement de Ratisbonne, dans le district du Haut-Palatinat.
Le château, qui longe la place principale, a été reconstruit en 1630 et 1695.

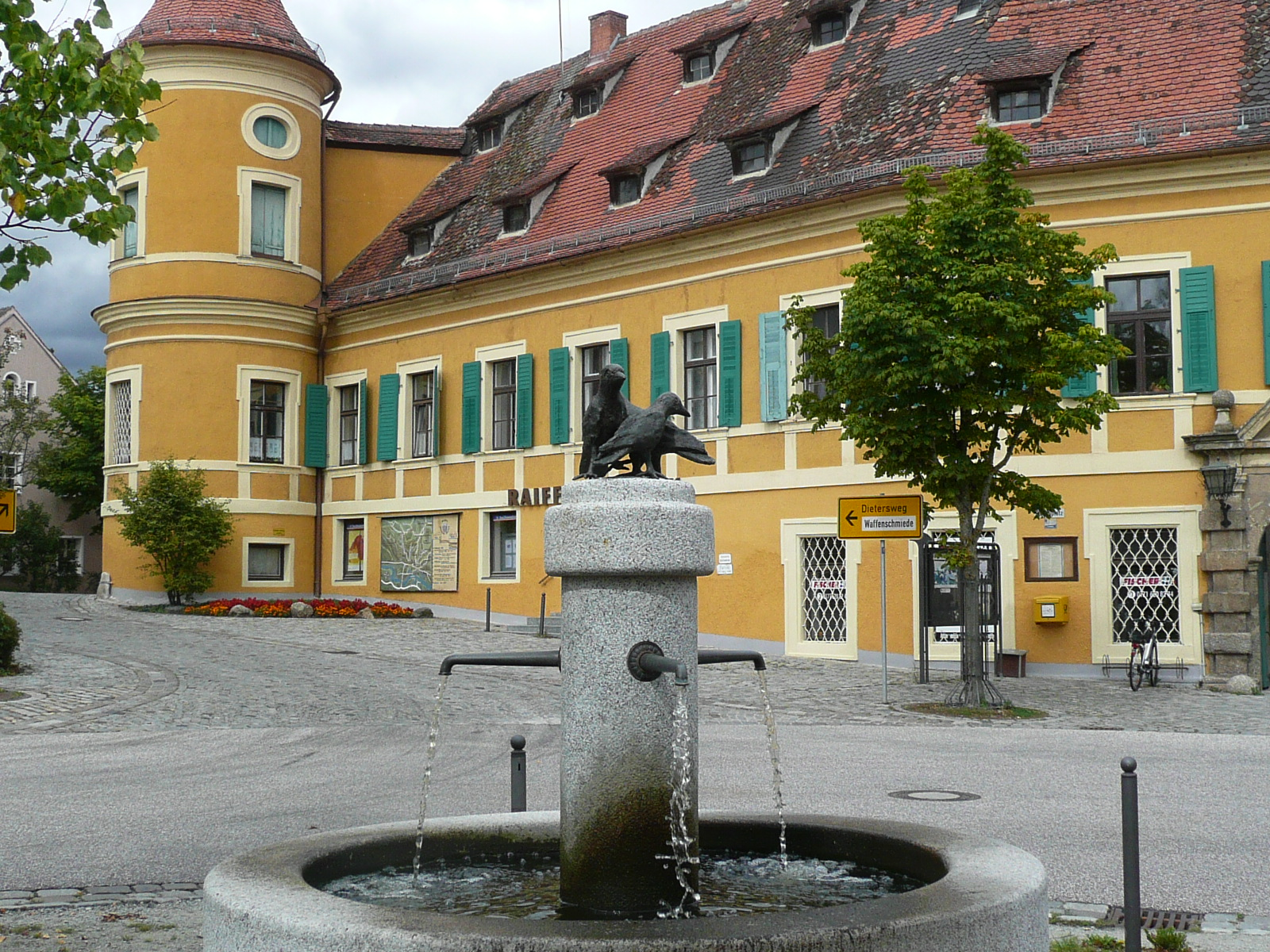
Château (privé) de Wiesent

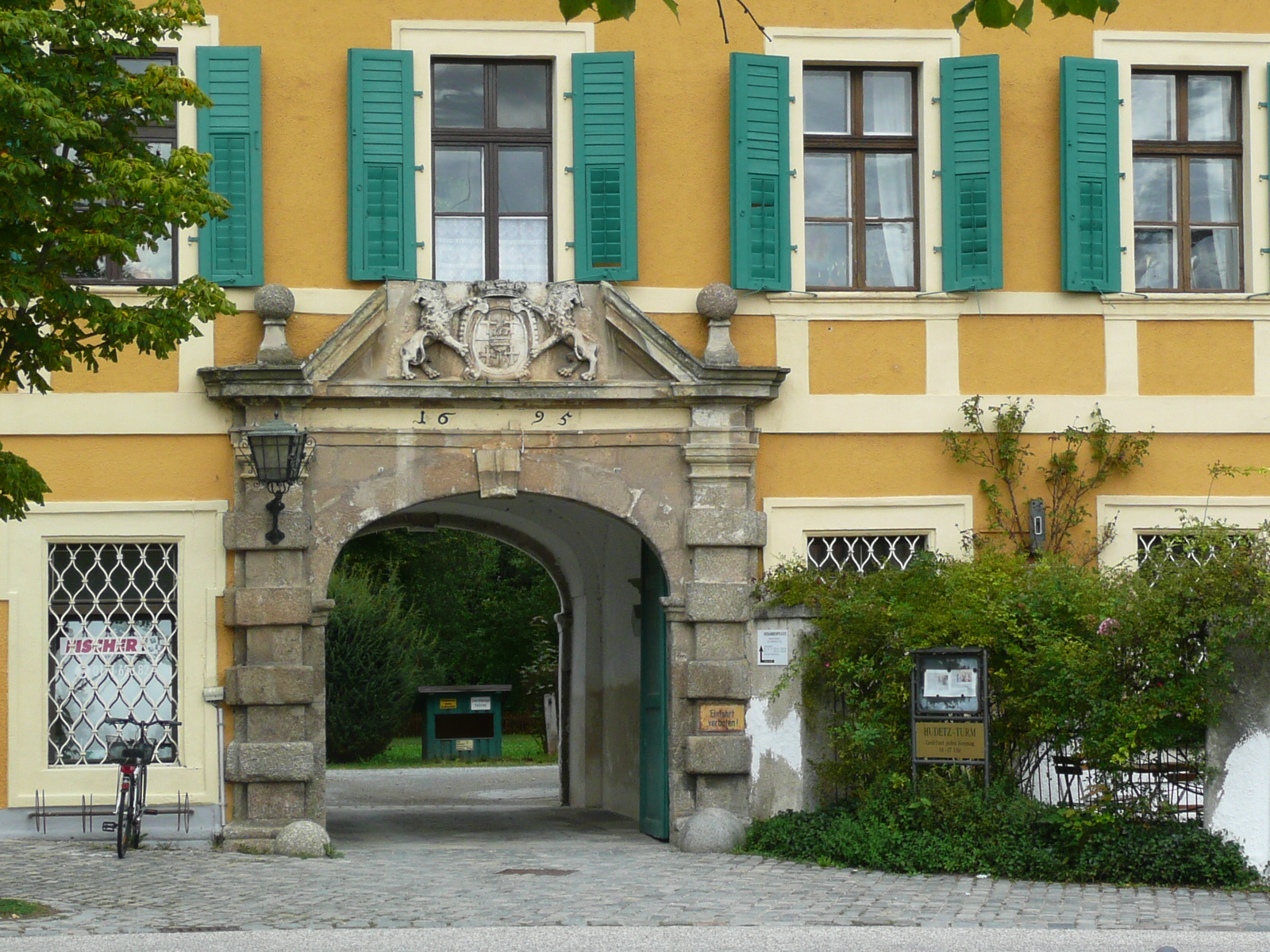
Le portail de 1695